# Porta San Zeno (Verona)
Porta San Zeno è un monumentale accesso di Verona fatto erigere nel 1542 su progetto dell'architetto Michele Sanmicheli.

## Storia

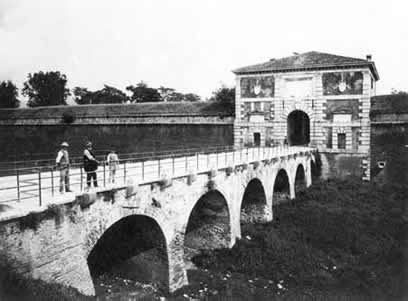
Porta San Zeno in una fotografia ottocentesca

La porta venne progettata dall'architetto veronese Michele Sanmicheli nel 1541, al ritorno dal suo viaggio nel mediterraneo orientale. Due iscrizioni situate sulla facciata anteriore e su quella posteriore della porta, recanti entrambe la data del 1542, fanno pensare che la sua costruzione fu estremamente breve, concludendosi in meno di un anno.
La posizione venne stabilita ex novo, intermedia rispetto alle preesistenti porte medievali: porta Nova o di Santo Zenone, dove confluivano le strade provenienti da Brescia e dal Chievo, si trovava infatti più a nord; a sud, invece, si trovava porta San Massimo, attraversata dalla strada proveniente dall'omonima località.

## Descrizione
La porta è inserita nella cortina tra il bastione di San Procolo ed il bastione di San Zeno, in prossimità di quest'ultimo.
La pianta è quadrata, articolata sul grande androne centrale voltato, nel quale si immette il passaggio carraio; lateralmente sono disposti un passaggio pedonale laterale e il vano per il corpo di guardia, mentre altri locali per il ricovero della guardia si trovano al secondo piano. La copertura è a tetto a padiglione. La porta era dotata di ponti levatoi lignei, i quali calavano sul ponte permanente di muratura che attraversava il fossato magistrale.

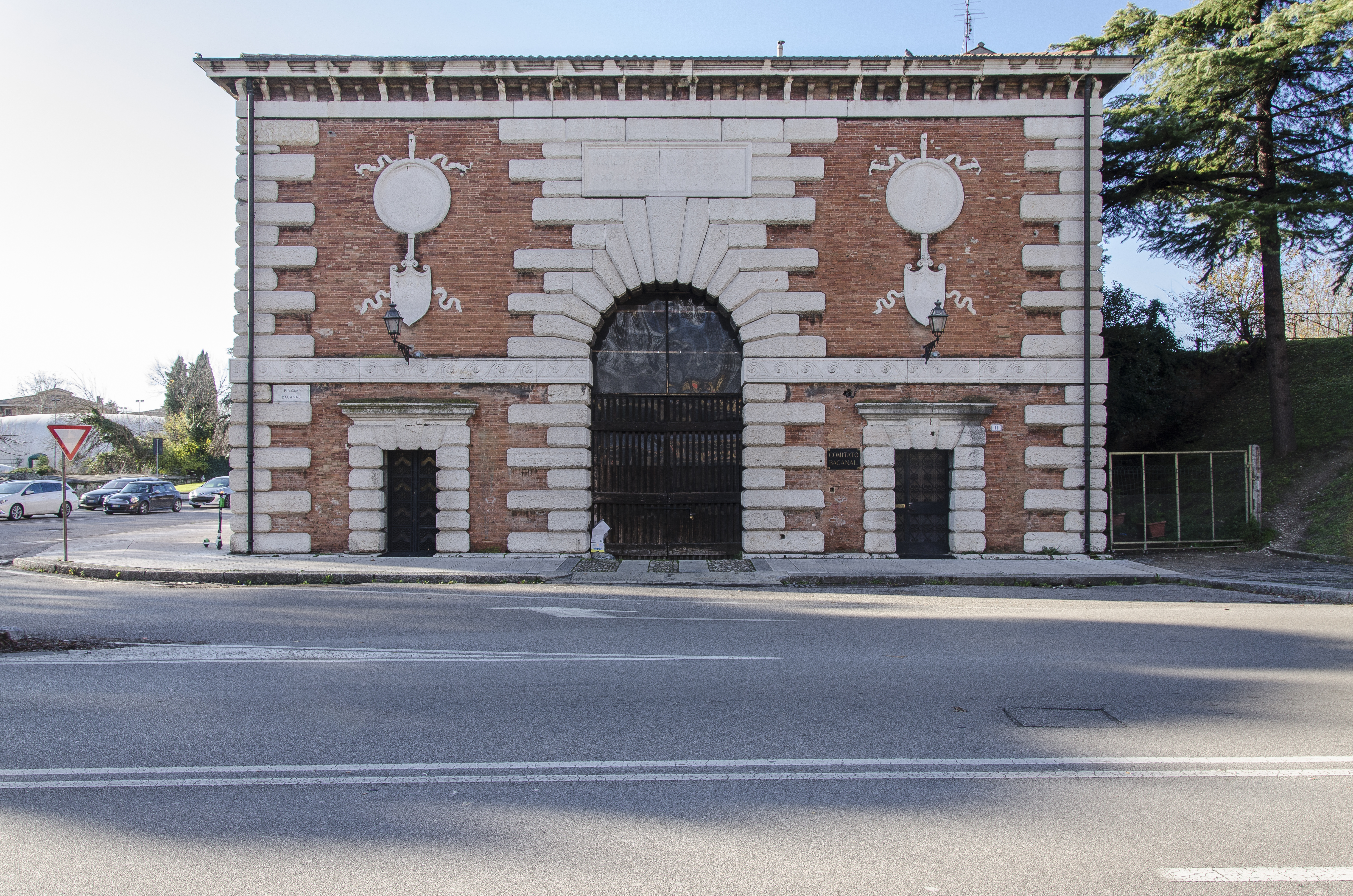
Prospetto interno della porta

I prospetti riprendono lo schema compositivo classico dell'arco trionfale, con fornice maggiore centrale ad arco a tutto sesto e due portali laterali quadrati. Le facciate, di laterizio e di pietra rustica, sono composte da paraste di ordine composito, da fregi e altri elementi ornamentali, come scudi, targhe, e medaglioni. Interessante è la motivazione che portò all'utilizzo dell'ordine composito abbinato al bugnato, in contrapposizione a quello dorico impiegato nella coeva porta Nuova, del medesimo architetto: questo era uno dei due principali punti di ingresso, insieme a porta San Giorgio, per i visitatori stranieri che provenivano dal passo del Brennero, ai quali si voleva manifestare due caratteristiche del buon governo veneziano, severità e garbo, due caratteristiche che, come spiegava l'architetto e teorico Sebastiano Serlio, bene erano espresse del bugnato; l'uso del capitello composito si spiega invece con il fatto che è un ordine tipicamente latino, si suggeriva così allo straniero che era arrivato in una città italiana.
Si può notare una notevole somiglianza con la porta di Terraferma di Zara, sia per la composizione generale che per i dettagli. Il recupero del modello della porta di Zara, ma anche l'ampio utilizzo di materiale laterizio, più povero rispetto alla marmo utilizzato nelle altre due porte realizzate a Verona dal Sanmicheli, porta Nuova e porta Palio, sono spiegabili con la limitatezza del budget fornito dall'amministrazione veneziana per questo fabbrica e con il bisogno di terminarla in tempi molto rapidi.